# Quba
Quba (Guba) je mesto in upravno središče okrožja Quba v Azerbajdžanu. Mesto leži na severovzhodnem pobočju gore Šahdag, na nadmorski višini 600 metrov, na desnem bregu reke Kudjal. Imelo je 47.200 prebivalcev (2023).

## Zgodovina
Quba je bila omenjena v delih različnih evropskih geografov, v starodavnih arabskih in albanskih virih. Grad, ki ga je zgradil vladar Anuširavan v 11. stoletju, se je imenoval Bade-Firuz Qubat, v arabskih virih 12. stoletja pa je Quba omenjena kot Kuba. V 13. stoletju je bila v Slovarju zemljepisnih imen arabskega znanstvenika Hamabija omenjena kot Kubba, v virih iz 16. stoletja pa se je Quba omenjala kot Kupola.
Mesto Quba (Guba) je nastalo iz obrečne vasi Gudial. Sredi 18. stoletja, potem ko je preselil svojo rezidenco iz Khudata, je Husain Ali postal Qubin kan (plemenski turški muslimanski vladar) in okoli mesta postavil obzidje. Nato je poskušal ustvariti državo, ločeno od drugih kavkaških kanatov. Položaj kanata Kuba se je okrepil med vladavino Fatali kana (1758–1789), sina Huseina Ali kana.
Kljub temu je Quba kanat, tako kot druge transkavkaške kanate, zasedla carska Rusija v zgodnjem 19. stoletju in ga uradno priključila Ruskemu imperiju po sporazumu iz leta 1813. Po rehabilitaciji je bila Quba leta 1840 vključena v provinco Derbent in nato leta 1860 v Kuba Ujezd gubernije Baku.
Alexandre Dumas, ruski orientalist Berezin, pisatelj Bestužev-Marlinski, norveški učenjak in pustolovec Thor Heyerdahl so takrat obiskali Qubo.
Quba je tudi središče industrije tkanja preprog. Tam je podjetje za izdelavo preprog z imenom Qadim Quba. Preproga Golu čiči, tkana tukaj leta 1712, je zdaj razstavljena v Metropolitanskem muzeju v New Yorku.

## Sodobnost
Quba je v zadnjem desetletju uživala močno gospodarsko rast, večinoma sta jo spodbudila turizem in gradbena industrija.
V Qubi je 155 izobraževalnih ustanov. 135 srednjih šol, 15 predšolskih in 5 izvenšolskih izobraževalnih ustanov. Od 135 šol je 27 osnovnih šol, 43 srednjih z 9-letnim izobraževanjem, 65 z enajstletnim izobraževanjem. Januarja 2017 so te šole gostile 24.620 dijakov.
Na kuhinjo Qube je v veliki meri vplivala njena večkulturna zgodovina. Značilna kuhinja vključuje Quba tıxması, pikantni kebab, sač, baklavo Quba in tandir kebab.
Uradno registrirano prebivalstvo Qube je bilo leta 2010 38.150. Večino prebivalstva predstavljajo Azerbajdžanci, medtem ko Tati in Lezgijci predstavljajo druge manjšine. Mestno predmestje Qırmızı Qəsəbə (prej v ruščini: Красная Слобода, Krasnaya Sloboda; dobesedno 'Rdeče mesto') je dom največje skupnosti gorskih Judov v državi in ene največjih judovskih populacij v nekdanji Sovjetski zvezi.

## Zanimivosti

### Džuma mošeja
Džuma mošeja je bila zgrajena v 19. stoletju. Mošeja je bila zgrajena iz rdeče opeke in je bila postavljena leta 1802. Imenuje se tudi Džama. Ta mošeja je bila zgrajena v značilnem slogu mošej province Quba. Opeka je bila izdelana v vasi Igryg. Po videzu spominja na fasetiran valj in je oblikovan kot pravilen osmerokotnik. V notranjosti mošeje je velika dvorana, okronana z ogromno kupolo premera 16 m.

### Mošeja Sakina-Kanum
Mošejo Sakina-Kanum je leta 1854 zgradila vdova Abasgulu Bakikanov. Postavljena je bila v spomin na njenega pokojnega moža. Mošeja je bila zgrajena iz rdeče opeke in je podobna fasetiranemu cilindru. Vsaka faseta ima okno v obliki polkrožnega loka. Vrh fasade obdaja originalen napušč iz drobnih opek. Z vrha je ta mogočna zgradba okronana z veliko belo kovinsko kupolo v obliki večplastne čelade. Vrh kupole je okrašen z elegantno tanko konico.

### Čuhur hamam
Čuhur hamam je kopališče. Hamam je edinstven po svoji kupoli v obliki panja iz opeke. Stavba kopališča je bila zgrajena iz rdeče opeke. Njegova velika kupola je omogočala vzdrževanje prave temperature in vlažnosti v hiši. Hiša je štirikotne oblike in ima 6 sob, 2 vrat in 6 oken. Vodo so oskrbovali iz vodnjaka pod kopališčem ali iz mestnih vodovodov. V svojem času se je v tem kopališču kopal Alexandre Dumas, med bivanjem v Qubi. 150 let pozneje je te kraje obiskal njegov pravnuk. Kopališče je bilo glavno počivališče ljudi Quba in so ga uporabljali do leta 1985. Hamam Čuhur ne deluje več.

### Hiša-muzej Abasguluja Bakikanova
Muzej lokalne zgodovine, imenovan po Abasgulu Bakikanovu, je bil ustanovljen leta 1943. Muzej je bil odprt v stavbi, ki stoji ob ulici Ardabil, v kateri je takrat živel sam Bakikanov. Stavba sega v 19. stoletje. Na muzejskem ozemlju, ki obsega 742 kvadratnih metrov, je več kot 10 tisoč različnih eksponatov. skupaj. Ta muzej vsako leto obišče več kot 3000 ljudi.

### Portalni okvirni most
Edini most, ki je preživel do danes, imenovan tudi most Kudjalčaj. Je eden od sedmih mostov, ki so obstajali v okrožju Quba v 17.–19. stoletju. Ta most je bil zgrajen leta 1894 po načrtu Aleksandra III. 14 njegovih razponov s skupno dolžino 275 metrov in širino 8 metrov je izdelanih iz žgane opeke. Ta zasnova omogoča, da je most ostal nedotaknjen tudi med močnimi blatnimi tokovi in poplavami. Most je bil pred kratkim obnovljen in je zaščiten s strani države kot arhitekturni spomenik. To je edini most s takšno strukturo v Azerbajdžanu.

### Park Nizami
Rečeno je, da so ta park, poimenovan po perzijskem pesniku Nizamiju Ganjaviju, leta 1946 zgradili ujeti Nemci. V parku je postavljen kip pesnika. Okoli spomenika ob drevoredih so nizki reliefi, ki prikazujejo prizore iz Nizamijevih del.

### Olimpijski kompleks
Olimpijski kompleks, ki je 120 km od Bakuja, je bil odprt 11. oktobra 2003. Območje tega rekreacijskega in športnega centra je veliko 16 hektarjev. Obstajajo možnosti za razvoj nogometa, malega nogometa, košarke in odbojke. Na ozemlju kompleksa so dvonadstropne koče, prostorni apartmaji, pa tudi konferenčna dvorana s kapaciteto 200 ljudi; največja od 5 dvoran v tem kompleksu je zasnovana za 2000 gledalcev. Ena od dveh manjših vadbenih dvoran je opremljena s simulatorji, druga pa z boksarskim ringom. Rokoborci lahko uporabljajo pomožni prostor. Nogometno igrišče, ki sprejme 5100 gledalcev, je opremljeno z vso opremo, ki ustreza zahtevam tega športa. 50-metrski bazen je primeren tako za treninge kot tekmovanja. Na voljo so 3 tribune, ki sprejmejo 1010 ljudi.

### Spomenik genocidu Guba
Spomenik genocidu v Qubi je bil odprt leta 2013 na mestu množičnega groba, odkritega aprila 2007. Spomenik je ustvarila fundacija Hejdar Alijev v spomin na žrtve, ubite leta 1918.
Marčevski dnevi ali marčevski dogodki (azerbajdžansko Mart hadisələri) so bili obdobje medetničnih sporov in spopadov, ki so potekali med 30. marcem in 2. aprilom 1918 v mestu Baku in sosednjih območjih gubernije Baku Transkavkaškega komisariata.
Zaradi političnega boja za oblast med boljševiki ob podpori Armenske revolucionarne federacije (Dashnaktsutiun) na eni strani in azerbajdžanske stranke Musavat na drugi so dogodki pripeljali do govoric o možnem muslimanskem uporu s strani boljševiških in dašnakovskih sil ter ustanovitev kratkotrajnega komune Bakuja aprila 1918.
Večina zgodovinskih virov in poročil razlaga marčevske dogodke v kontekstu državljanskih vojnih nemirov, medtem ko sodobni azerbajdžanski viri marčevske dneve uradno označujejo za genocid. Temu so sledili septembrski dnevi, ko so Armada islama in njihovi lokalni azerbajdžanski zavezniki po zavzetju Bakuja pobili 10.000 etničnih Armencev.